# Помаранчева дівчинка
«Помара́нчева ді́вчинка» – (норв. Appelsinpiken) — роман норвезького письменника Юстейна Ґордера, написаний 2003 року. Українською мовою перекладено 2005 року Наталією Іваничук та видано того ж року видавництвом «Літопис».
У 2008 році норвезько-німецько-іспанська команда екранізували оповідання (режисер — Єва Дар).

## Сюжет
Головним героєм твору є 15-річний хлопець на ім'я Ґеорґ, котрий проживає з мамою та вітчимом. Одного дня він отримує листа, адресованого йому батьком, що помер 11 років тому. З листа Ґеорґ дізнається зворушливу історію кохання батька й Помаранчевої дівчинки, котра виникла з раптової зустрічі у трамваї. Також батько ставить Ґеорґу питання про сенс життя та смерті, на які він має відповісти самостійно.